# Constantin III de Césarée
Constantin III de Césarée ou Kostandin III Kesaratsi (« de Césarée » ; en arménien Կոնստանդին Դ Կեսարացի) est le Catholicos de l'Église apostolique arménienne de 1307 à 1321.
Le siège du catholicossat est à cette époque situé à Sis en Petite-Arménie, où il succède à Grégoire VII d'Anazarbe.
Comme le roi Héthoum II d'Arménie lui-même et son prédécesseur, c’est un partisan de l’entente avec Rome et il n'hésite pas à soutenir des positions très favorables aux thèses religieuses de l'église latine. Sous son règne, les 5e et 6e conciles de Sis en 1307 et 1309 adoptent même une partie des définitions de l’Église romaine sur les deux natures du Christ.
Si cette attitude a le soutien d’une fraction de la haute société cilicienne, les traditionalistes n’acceptent pas ses ralliements et n’hésitent pas à accuser le roi et le haut clergé qui a abjuré le monophysisme de trahir la foi nationale. 
À sa mort, Constantin III de Césarée a pour successeur le Catholicos Constantin IV Lambronac‘i.